# I/V-karaktäristik
I/V-karaktäristik är en elektrisk komponents överföringsfunktion med strömmen längs y-axeln och spänningen längs x-axeln. Exempel på komponenter är dioder och transistorer. Även motstånd har I/V-karaktäristik men så länge de är linjära är det bara ett lutande rakt streck vars positiva derivata är lika med resistansen i fråga.